# Enrico Gasparotto
Enrico Gasparotto (* 22. März 1982 in Sacile (PN), Italien) ist ein Sportlicher Leiter und ehemaliger italienisch-schweizerischer Radrennfahrer.

## Karriere
Gasparotto wurde 2005 Profi bei dem italienischen UCI ProTeam Liquigas-Bianchi. Er siegte in seinem ersten Jahr dort bei einer Etappe der Katalonien-Rundfahrt einem ProTour-Rennen und wurde italienischer Meister im Straßenrennen. 2008 gewann er die Gesamtwertung der UCI Europe Tour. Sein bis dahin bedeutendster Sieg gelang ihm 2012, als er das holländische Eintagesrennen Amstel Gold Race im Dreiersprint gegen Jelle Vanendert und Peter Sagan gewinnen konnte. Diesen Sieg konnte er 2016 im Zweiersprint gegen Michael Valgren wiederholen und widmete den Erfolg seinem bei der vorausgegangenen Austragung von Gent-Wevelgem tödlich verunglückten Teamkollegen Antoine Demoitié.
Im November 2019 wurde bekannt, dass Gasparotto, der neben der italienischen auch die Schweizer Staatsbürgerschaft besitzt, zukünftig für die Schweiz starten werde.
Nach Ablauf der Saison 2020 beendete Gasparotto seine Karriere als Aktiver und wurde Sportlicher Leiter, zunächst 2021 beim UCI Continental Team Nippo-Provence-PTS Conti und von 2022 bis 2025 beim UCI WorldTeam Bora-hansgrohe.

## Erfolge
2005
- eine Etappe Katalonien-Rundfahrt
- Italienischer Meister – Straßenrennen

2006
- Memorial Cimurri

2007
- Mannschaftszeitfahren Giro d’Italia

2008
- eine Etappe Drei Tage von De Panne
- Gesamtwertung und eine Etappe Ster Elektrotoer
- Giro della Romagna
- Gesamtwertung UCI Europe Tour

2010
- eine Etappe Tirreno–Adriatico

2012
- Amstel Gold Race

2016
- Amstel Gold Race

## Grand Tours-Platzierungen
| Grand Tour            | 2007 | 2008 | 2009 | 2010 | 2011 | 2012 | 2013 | 2014 | 2015 | 2016 | 2017 | 2018 | 2019 | 2020 |
| --------------------- | ---- | ---- | ---- | ---- | ---- | ---- | ---- | ---- | ---- | ---- | ---- | ---- | ---- | ---- |
| Giro d’ItaliaGiro     | 97   | 92   | 60   | DNF  | –    | 66   | –    | 97   | –    | –    | 76   | –    | 69   | –    |
| Tour de FranceTour    | –    | –    | –    | –    | –    | –    | 95   | –    | –    | –    | –    | –    | –    | –    |
| Vuelta a EspañaVuelta | –    | –    | 82   | 68   | 78   | –    | –    | –    | –    | –    | –    | –    | –    | 120  |